# Арденкрофт (Делавер)
Арденкрофт (енгл. Ardencroft) град је у америчкој савезној држави Делавер.

## Демографија
По попису из 2010. године број становника је 231, што је 36 (-13,5%) становника мање него 2000. године.
| Група             | 2000.       | 2010.       |
| Белци             | 214 (80,1%) | 194 (84,0%) |
| Афроамериканци    | 33 (12,4%)  | 21 (9,1%)   |
| Азијати           | 16 (6,0%)   | 11 (4,8%)   |
| Хиспаноамериканци | 2 (0,7%)    | 4 (1,7%)    |
| Укупно            | 267         | 231         |